# Холявко, Владимир Васильевич
Владимир Васильевич Холявко (30 апреля 1934 года, с. Каскада Новоушицкого района Хмельницкой области, УССР, СССР, — 2021 год, г. Макеевка Донецкой Народной Республики) — советский деятель, новатор производства, сталевар Макеевского металлургического завода имени Кирова Донецкой области. Член ЦК КПСС в 1966—1971 годах. Герой Социалистического Труда (22.03.1966).

## Биография
Учился в средней школе в Хмельницкой области. В 1954 году окончил Макеевское ремесленное училище № 3 Сталинской (Донецкой) области.
С 1954 года — подручный сталевара, с 1956 года — сталевар, бригадир сталеваров мартеновской печи № 1 мартеновского цеха Макеевского металлургического завода имени Кирова Сталинской (Донецкой) области.
Член КПСС с 1957 года.
В 1961 году окончил 10 классов школы рабочей молодежи в городе Макеевке.
Показывал высокие трудовые результаты. За годы Семилетки (1959—1965) ежегодно досрочно выполнял личные социалистические обязательства и плановые задания. Указом Президиума Верховного Совета СССР от 22 марта 1966 за «выдающиеся успехи, достигнутые в развитии чёрной металлургии», Холявко Владимиру Васильевичу присвоено звание Героя Социалистического Труда с вручением ордена Ленина и золотой медали «Серп и Молот».
Этим же указом званием Героя Социалистического Труда был награждён сталевар Макеевского металлургического завода Николай Дмитриевич Рассказов.
В 1966 году избирался делегатом XXIII съезда КПСС.
Потом — на пенсии в городе Макеевке Донецкой области.

## Награды и звания
- Герой Социалистического Труда (22.03.1966)
- орден Ленина (22.03.1966)
- прочие ордена
- медали

## В массовой культуре
В день повышенных выбросов угарного газа с металлургического комбината жители Макеевки говорили: «Холявко дает плавку».